# Oebalus grisescens
Oebalus grisescens är en insektsart som först beskrevs av Sailer 1944.  Oebalus grisescens ingår i släktet Oebalus och familjen bärfisar. Inga underarter finns listade i Catalogue of Life.